# Challenger de Heilbronn 2014
El torneo Intersport Heilbronn Open fue un torneo profesional de tenis. Perteneció al ATP Challenger Tour 2014. Se disputó su 27ª edición sobre superficie dura, en Heilbronn, Alemania entre el 20 y el 26 de enero de 2014.

## Jugadores participantes del cuadro de individuales
| Favorito | País                        | Jugador           | Rank1 | Posición en el torneo |
| -------- | --------------------------- | ----------------- | ----- | --------------------- |
| 1        | Bandera de los Países Bajos | Igor Sijsling     | 73    | FINAL                 |
| 2        | Bandera de Alemania         | Benjamin Becker   | 81    | Segunda ronda         |
| 3        | Bandera de República Checa  | Jiří Veselý       | 83    |                       |
| 4        | Bandera de Francia          | Kenny de Schepper | 86    | Primera ronda         |
| 5        | Bandera de Eslovenia        | Blaž Kavčič       | 99    | Segunda ronda         |
| 6        | Bandera de los Países Bajos | Jesse Huta Galung | 100   | Semifinales           |
| 7        | Bandera de Alemania         | Dustin Brown      | 101   | Primera ronda         |
| 8        | Bandera de República Checa  | Jan Hájek         | 103   | Segunda ronda         |

- 1 Se ha tomado en cuenta el ranking del día 13 de enero de 2014.

### Otros participantes
Los siguientes jugadores recibieron una invitación (wild card), por lo tanto ingresan directamente al cuadro principal (WC):
- Nils Langer
- Andreas Beck
- Robin Kern

Los siguientes jugadores ingresan al cuadro principal tras disputar el cuadro clasificatorio (Q):
- Andrea Arnaboldi
- Mirza Bašić
- Jan Mertl
- Grzegorz Panfil

Los siguientes jugadores ingresan al cuadro principal con ranking protegido (PR):
- Gilles Müller

Los siguientes jugadores ingresan al cuadro principal como perdedores afortunados (LL):
- Martin Fischer

## Jugadores participantes en el cuadro de dobles

### Cabezas de serie
| Favorito | País                       | Jugador          | País                    | Jugador            | Rank1 | Posición en el torneo |
| -------- | -------------------------- | ---------------- | ----------------------- | ------------------ | ----- | --------------------- |
| 1        | Bandera de Croacia         | Marin Draganja   | Bandera de Croacia      | Mate Pavić         | 127   | Primera ronda         |
| 2        | Bandera de República Checa | František Čermák | Bandera de Austria      | Philipp Oswald     | 151   | Primera ronda         |
| 3        | Bandera del Reino Unido    | Ken Skupski      | Bandera del Reino Unido | Neal Skupski       | 162   | FINAL                 |
| 4        | Bandera de la India        | Divij Sharan     | Bandera de Suecia       | Andreas Siljestrom | 172   | Primera ronda         |

- 1 Se ha tomado en cuenta el ranking del día 13 de enero de 2014.

### Otros participantes
Los siguientes jugadores recibieron una invitación (wild card), por lo tanto ingresan directamente al cuadro principal:
- Robin Kern /  Kevin Krawietz
- Bastian Knittel /  Jan-Lennard Struff
- Ruben Bemelmans /  Olivier Rochus

## Campeones

### Individual Masculino
- Peter Gojowczyk derrotó en la final a  Igor Sijsling por 6-4 y 7-5.

### Dobles Masculino
- Tomasz Bednarek /  Henri Kontinen derrotaron en la final a  Ken Skupski /  Neal Skupski por 3-6, 7-63, 12-10.